# 萬塔爾區
萬塔爾區（西班牙語：Distrito de Huántar），是秘魯的一個區，位於該國北部安卡什大區的瓦里省，始建於1955年5月3日，面積156.15平方公里，海拔高度3,354米，2005年人口2,924，人口密度為每平方公里19人。